# تپه دره کاو
تپه دره کاو مربوط به عصر مفرغ است و در شهرستان ایلام، بخش مرکزی، دهستان میش خاص، روستای زردآلوآباد واقع شده و این اثر در تاریخ ۱۵ دی ۱۳۸۷ با شمارهٔ ثبت ۲۴۲۹۵ به‌عنوان یکی از آثار ملی ایران به ثبت رسیده است.